# Iranada turcorum
Iranada turcorum is een vlinder uit de familie spinneruilen (Erebidae). De wetenschappelijke naam is voor het eerst geldig gepubliceerd in 1915 door Zerny.
De soort komt voor in tropisch Afrika.